# خلية دم بيضاء
الخلية البيضاء أو خلية الدَّمِ البيضاء أو الكُرَيَّة البيضاء أو كُرَيَّة الدَّمِ البيضاء أو الكُرَيْضَة (لفظٌ منحوتٌ مِن: الكُرَيَّة البيضاء) هي إحدى خلايا الدم الرئيسية بالإضافة للخلية الحمراء والصفائح الدموية. الوظيفة الرئيسية لهذه الخلايا هي الدفاع عن الجسم ضد الأمراض المعدية ومولدات الضد، وهي جزء من الجهاز المناعي. هناك عدة أنواع مختلفة ومتنوعة من الكريات البيضاء، لكنها جميعاً تتشكل من خلية جذعية متعددة القدرات في نخاع العظام معروفة باسم خلية جذعية مكونة للدم.
عدد الكريات البيضاء في الدم غالباً ما يكون مؤشراً على المرض. وهناك عادة بين 4000 - 11000 خلية دم بيضاء في مايكرولتر من الدم، أي ما يقارب 1% من الدم عند البالغين الأصحاء. أثناء تعرض الجسم لهجوم من المستضدات (مولدات الضد) يرتفع هذا العدد قليلًا. في حالات مثل ابيضاض الدم (اللوكيميا) يكون عدد الكريات البيضاء أعلى من طبيعي، وفي نقص الكريات البيضاء يكون هذا العدد أقل من ذلك بكثير. الخصائص الفيزيائية للكريات البيضاء، مثل الحجم، والموصلية، والحبوبية، قد تتغير بسبب التفعيل أو بسبب وجود خلايا غير ناضجة أو خبيثة كما في ابيضاض الدم.

## أصل التسمية
أطلق عليها اسم خلايا الدم البيضاء من حقيقة أنه بعد إجراء التثفيل (الطرد المركزي) لعينة من الدم، فنلاحظ وجود الكريات البيضاء كطبقة رقيقة بيضاء من الخلايا المنواة بين رسابة خلايا الدم الحمراء وبلازما الدم. المصطلح العلمي كرة الدم البيضاء يعكس مباشرة هذا الوصف وهو مشتق من اليونانية leukos—الأبيض، وkytos – الخلية.
بلازما الدم قد تكون أحيانا خضراء إذا كانت هناك كميات كبيرة من العدلات في العينة، ويرجع ذلك إلى الهيم – الموجود بالإنزيم ميلوبيروكسيداز الذي تنتجه العدلات.

## أنواع خلايا الدم البيضاء
هناك عدة أنواع مختلفة من خلايا الدم البيضاء. التقنية الأساسية لتصنيفها هي البحث عن وجود حبيبات، مما يسمح لتمايز الخلايا إلى فئات محببة وغير محببة.
- المحببة: تتكون في نخاع العظام الأحمر. وتتميز الكريات البيضاء بوجود حبيبات مختلفة في الهيولى عندما ينظر إليها تحت المجهر الضوئي. هذه الحبيبات هي إنزيمات مرتبطة بالغشاء وتقوم بهضم الجسيمات المبتلعة. وهناك ثلاثة أنواع من الكريات البيضاء المحببة: خلية عدلة، خلية قعدة، خلية حمضة والتي سميت حسب تلون كل منها.
- غير المحببة: تتكون في الأنسجة اللمفاوية كالطحال والكبد والغدد اللمفاوية. وتتميز هذه الكريات البيضاء بغياب الحبيبات في الهيولى. ورغم أن الاسم يعني عدم وجود حبيبات في هذه الخلايا لكنها تحتوي على حبيبات غير نوعية تشبه زرقة اللازورد، والتي هي الجسيمات الحالة. هذه الكريات البيضاء تشمل: اللمفاويات، وحيدات النوى، والبلاعم.

## مدة حياتها
هي قصيرة جداً إذا قورنت بخلايا الدم الحمراء فعمرها حوالي بضع ساعات في حالة الخلايا اللمفاوية ومن يوم إلى يومين في باقي الخلايا البيضاء، والخلايا البيضاء عادة ما تغادر الجهاز الدوري لتقوم بوظائفها بالأنسجة.

## وظائفها
تقوم خلايا الدم البيضاء بالعديد من الوظائف الهامة وهي:
1. الوظيفة الأساسية لها هي الدفاع ضد غزو الميكروبات.
2. تفرز الخلايا الحمضية مادة الهستامين التي تؤثر على الأوعية الدموية فتسبب اتساعها كما تزيد في حالات الحساسية بالجسم.
3. تفرز الخلايا القاعدية مادة الهيبارين التي تمنع تجلط الدم.
4. تفرز الخلايا اللمفاوية الأجسام المضادة التي إما أن تعادل سموم الميكروبات أو تعمل على ترسيب الميكروبات.
5. وظيفة المونوسايت: فهي مثل العدلات تقوم بالتهام البكتريا ولكنها لكبر حجمها فهي تستطيع أيضاً التهام البروتوزوا المختلفة كالأميبيا وغيرها وكذلك تساعد على التئام الأنسجة.

### جدول شامل
| النوع                   | شكل ترسيمي | تحت المجهر | النسبة في دم البالغ | القطر (ميكرومتر) | الأهداف الأساسية | النواة                  | لون الحبيبات        | العمر                           |
| ----------------------- | ---------- | ---------- | ------------------- | ---------------- | --- | ----------------------- | ------------------- | ------------------------------- |
| خلية متعادلة Neutrophil |            |            | 40-75%              | 10-12            | جراثيم وفطريات | عديدة التفصص            | وردي شاحب           | من 6 ساعات لعدة أيام حسب مكانها |
| خلية حمضية Eosinophil   |            |            | 1-6%                | 10-12            | في حالات الحساسية والطفيليات | ثنائية التفصص           | وردية               | 8-12 يوم                        |
| خلية قاعدية Basophil    |            |            | <1%                 | 9-10             | في حالات الحساسية | ثنائية أو ثلاثية التفصص | زرقاء كبيرة         | 10-15                           |
| لمفاوية Lymphocyte      |            |            | 20-45%              | 7-8              | - الخلايا البائية: العديد من العوامل الممرضة - الخلايا التائية: - المساعدة: الجراثيم داخل الخلوية - السامة: الخلايا المصابة بالفيروسات والخلايا الورمية - جاما/دلتا - الخلايا القاتلة الطبيعية: الخلايا المصابة بالفيروسات والخلايا الورمية. | متلونة بشدة ومركزية     | فقط الخلايا القاتلة | من أسابيع لسنوات                |
| وحيدة Monocyte          |            |            | 2-6%                | 14-17            | متعددة | على شكل كلية            | لا حبيبات           | من أشهر إلى سنوات               |
| بلعمية Macrophage       |            |            | N/A                 | 14-17            | متعددة | -                       | لا حبيبات           | أيام                            |

### الخلايا المتعادلة
المتعادلة (بالإنجليزية: Neutrophil) أو المبلعمة مصطلح المبلعمة يرجع إلى أن الخلايا نشطة في البلعمة. تتعامل مع الدفاع ضد العدوى الجرثومية أو الفطرية وغيرها من العمليات الالتهابية الصغيرة. وعادة ما تكون أول المستجيبين إلى العدوى الميكروبية. حيث نشاطها ووفاتها بأعداد كبيرة يساهم بتشكيل القيح. لها نواة مفصصة ولذلك قد تبدو مثل خلية متعددة النوى، ومن هنا جاء اسم كرية الدم البيضاء متعددة النواة. الهيولى قد تبدو شفافة بسبب صغر الحبيبات المتلونة باللون الوردي الخفيف.
هذه الخلايا ليست قادرة على تجديد الجسيمات الحالة المستخدمة في هضم الميكروبات لذلك تموت بعد هضم عدد قليل من مسببات الأمراض. وهذا يشرح لماذا توجد في المقام الأول في القيح، وليس في الأنسجة.

### الخلية القاعدية
الخلية القاعدية (بالإنجليزية: Basophil) هي المسؤولة بالدرجة الأولى عن الاستجابة للحساسية وللمستضد عن طريق إفراز مواد كيميائية كالهستامين.

### الخلية الحمضية
الخلايا الحمضية (بالإنجليزية: Eosinophil) تتعامل أساساً مع العدوى الطفيلية. وزيادة عددها يمكن أن يكون مؤشراً للإصابة الطفيلية. كما أنها الخلايا الالتهابية العالية الاستجابات الحساسية. أهم أسباب كثرة الأيوزينيات (تشمل الحساسية مثل الربو، وحمى القش،الطفح الجلدي؛ وأيضا الإصابة الطفيلية) تحتوي عموماً على النواة ثنائية الفصيصات.
الهيولى فيها مليئة بالحبيبات التي تحمل لون وردي - برتقالي عند التلوين بالأيوزين.

### اللمفاوية
اللمفاويات (بالإنجليزية: Lymphocyte) هي أكثر الكريات البيضاء شيوعاً في الجهاز اللمفاوي. اللمفاويات تتميز بأن نواتها غامقة غير مركزية، وتحتوي كمية قليلة نسبياً من الهيولى.
الدم يحتوي ثلاثة أنماط من اللمفاويات:
- الخلايا البائية B cells: تنتج الخلايا البائية الأضداد التي ترتبط بمسببات الأمراض لتدميرها. وإضافة لوظيفة الربط بعد هجوم لمسبب مرض فإن بعض الخلايا البائية يصبح لها القدرة على إنتاج الأجسام المضادة النوعية لمسبب المرض لتكون بمثابة الذاكرة لجهاز المناعة وتسمى خلايا الذاكرة
- الخلايا التائية T cells :
  - خلايا CD4 والخلايا المساعدة لها دور في تنسيق الاستجابة المناعية وأهميتها في الدفاع ضد الجراثيم داخل الخلوية.
  - الخلايا السمية و CD8 قادرة على قتل الخلايا المصابة بفيروس والخلايا الورمية.
- الخلايا القاتلة الطبيعية Natural killer cells: هي قادرة على قتل خلايا الجسم التي ترسل إشارات عند إصابتها من قبل فيروس أو عندما تصبح سرطانية.

### البلعمية
الخلية البالعة أو الخلية البلعمية أو الخلية الأكولة (بالإنجليزية: Phagocyte) هي خلية حية تبتلع وتحطم الدخيل الغريب عن الجسم، مثل الكائنات الدقيقة وحطامها بعملية تسمى البلعمة.

### الوحيدة
الخلية وحيدة النواة (بالإنجليزية: Monocyte) نواتها لها شكل الكلية وتملك هيولى غزيرة. وظيفتها تشبه وظيفة «المكنسة الكهربائية» للخلايا العدلات، ولكن عمرها أطول بكثير لأن لها دور إضافي. حيث تقدم مسببات الأمراض إلى الخلايا التائية ليتم تشكيل الجسم المضاد أو حتى يتم تذكر مسبب الأمراض هذا مرة أخرى عند تعرض الجسم له. كما يمكن للخلايا وحيدة النواة مغادرة مجرى الدم إلى الأنسجة لتتحول إلى خلية بالعة لتزيل حطام الخلايا الميتة فضلاً عن مهاجمة الأحياء الدقيقة الممرضة.
إن أياً من هاتين الوظيفتين لا يمكن القيام بها من قبل العدلات بنفس كفاءة وحيدات النواة. وخلافًا للعدلات، فإن وحيدات النواة قادرة على تعويض جسيماتها الحالة بعد استعمالها ولهذا السبب يعتقد أن عمرها أطول من عمر العدلات.

## أدوية تسبب نقص الكريات البيضاء
بعض الأدوية يمكن أن يكون لها تأثير على عدد ووظيفة خلايا الدم البيضاء. نقص الكريات البيضاء هو انخفاض في عدد خلايا الدم البيضاء قد يؤثر على مجمل تعداد الخلايا البيضاء أو نوع مجدد منها. فعلى سبيل المثال، إذا كان عدد العدلات منخفض، تكون الحالة قلة العدلات وبالمثل يكون تدني مستويات الخلايا اللمفية حالة قلة اللمفاويات.
الأدوية التي يمكن أن تسبب نقص الكريات البيضاء تشمل Clozapine وهو من الأدوية المضادة للذهان من آثاره غير المرغوبة غياب الكامل لجميع المحببات (العدلة، الأسسة، الحمضة).
أدوية أخرى تشمل مثبطات المناعة مثل Sirolimus ،Mycophenolate Mofetil ،Tacrolimus، وCyclosporine.
وأيضا الإنترفيرونات المستخدمة لعلاج التصلب المتعدد، مثل Rebif ،Avonex، وBetaseron يمكن أن تسبب نقص الكريات البيضاء.